# سنجاي جوشي
سنجاي جوشي (بالإنجليزية: Sanjay Joshi)‏ هو سياسي هندي، ولد في 6 أبريل 1962 في ناغبور في الهند. حزبياً، نشط في بهاراتيا جاناتا.